# Liliana Castagnola
Liliana Castagnola, pseudonimo di Eugenia Castagnola (Genova, 11 marzo 1895 – Napoli, 3 marzo 1930), è stata una cantante e soubrette italiana.

## Biografia
Di origini liguri, era nata a San Martino, comune che da pochi anni era divenuto quartiere di Genova. Dal fisico sinuoso e dalla bellezza sensuale, iniziò molto giovane una carriera di successo come chanteuse in tutta l'Europa. Era costante oggetto delle cronache mondane, che la ritraevano in compagnia di regnanti, ministri e industriali. Fu espulsa dalla Francia per aver indotto due marinai al duello. Dilapidò il patrimonio di un nobile veneto che fu per questo interdetto su richiesta dei familiari. Visse con un giovane e facoltoso industriale, ma, quando i parenti di lui vollero porre fine alla relazione, egli si tolse la vita dopo averle sparato due colpi di pistola, uno dei quali la ferì al volto. Una parte del proiettile, rimasto incapsulato nella volta cranica, le causava emicranie e dolori talvolta insopportabili, per i quali ella soleva usare tranquillanti e sonniferi. Era solita nascondere la cicatrice adottando la pettinatura "a caschetto" che le copriva la fronte e le guance.
La donna giunse a Napoli nel dicembre del 1929 scritturata dal Teatro Santa Lucia. Incuriosita dal veder recitare l'artista napoletano Totò, si presentò una sera a un suo spettacolo, destandone l'attenzione. Totò le mostrò il proprio interesse inviando delle rose alla pensione dove ella alloggiava e, in risposta a ciò, ella lo invitò ad assistere a un proprio spettacolo. I due iniziarono dunque a frequentarsi con intensità.
L'interesse di Liliana per Totò era sincero, nonostante il suo atteggiamento da femme fatale. Il grande attore era però geloso e le costanti attenzioni che Liliana riceveva dagli ammiratori – oggetto per altro di pettegolezzi – furono motivo di vari litigi tra i due. Nel tentativo di costruire una quotidianità anche lavorativa, Liliana propose di farsi scritturare lì dove già egli lavorava, il Teatro Nuovo a Napoli, ma Totò interpretò il passo come eccessivamente opprimente e accettò un altro lavoro, che l'avrebbe condotto a Padova.
Nonostante le pressanti richieste dell'attrice, Totò non demorse dal proprio proposito; Liliana Castagnola entrò quindi in un profondo stato di depressione, che la condusse a suicidarsi a 34 anni, tramite avvelenamento con veronal. Il fatto venne inizialmente nascosto dalle cronache, che parlarono di un errore nel dosaggio dei sonniferi. Ella fu trovata morta nella sua stanza d'albergo dalla cameriera, con al suo fianco una lettera d'addio per Totò:

Liliana Castagnola in abito di scena. Questa fotografia fu una di quelle che provocarono l'interesse di Totò.

potrai dare a mia sorella Gina tutta la roba che lascio in questa pensione. Meglio che se la goda lei, anziché chi mai mi ha voluto bene. Perché non sei voluto venire a salutarmi per l'ultima volta? Scortese, omaccio! Mi hai fatto felice o infelice? Non so. In questo momento mi trema la mano... Ah, se mi fossi vicino! Mi salveresti, è vero? Antonio, sono calma come non mai. Grazie del sorriso che hai saputo dare alla mia vita grigia e disgraziata. Non guarderò più nessuno. Te l'ho giurato e mantengo. Stasera, rientrando, un gattaccio nero mi è passato dinnanzi. E, ora, mentre scrivo, un altro gatto nero, giù per la strada, miagola in continuazione. Che stupida coincidenza, è vero?... Addio. Lilia tua»
(La lettera)
Totò fu estremamente turbato dalla notizia della morte di Liliana; si rimproverò di non aver compreso pienamente il sentimento di lei nei suoi riguardi, anzi di aver pensato: «ha avuto molti uomini, posso averla senza assumermi alcuna responsabilità». Decise allora che fosse tumulata nella sua cappella di famiglia a Napoli e, poi, di assegnare il nome di lei a sua figlia. Le dedicò inoltre una breve poesia:
Pecché nun porto 'o llutto? Nun è ccosa

rispongo 'a ggente e faccio 'o pizzo a riso

ma dint'ô core è tutto n'ata cosa!»
Inoltre, l'attore avrebbe conservato negli anni un fazzoletto sporco di mascara, raccolto nella stanza della pensione che aveva visitato dopo la morte dell'attrice, ritenendo verosimilmente che Liliana vi si fosse asciugata le lacrime prima di morire. Franca Faldini l'avrebbe poi bruciato dopo il decesso di Totò nel 1967.

## Opere biografiche
- Liliana, regia di Emanuele Pellecchia, con Ambra Hermin nel ruolo della protagonista e Umberto Del Prete nel ruolo del giovane Antonio De Curtis – cortometraggio (2018)

- Diva di Corrado Ardone, regia di Lara Sansone – dramma teatrale (2021)